# Chris Burke (acteur)
Christopher Joseph "Chris" Burke is een Amerikaanse televisieacteur. Hij is het meest bekend van zijn rol in de televisieserie Life Goes On.

## Biografie
Burke komt uit een gezin van vier kinderen, van wie hij de jongste was. Zijn moeder was manager en zijn vader was inspecteur bij de NYPD. Burke heeft het syndroom van Down, en zijn ouders kregen het advies om hem te laten opnemen in een instelling toen hij geboren werd. In plaats daarvan besloten ze om hem thuis op te voeden, met de hulp van zijn twee oudere zussen en broer. Vanaf jonge leeftijd genoot Burke van films en wilde heel graag op televisie. Hij werd aangemoedigd door zijn ondersteunende familie om zijn doelstellingen te volgen.
In de vroege jaren 70 hadden openbare scholen nog geen apart onderwijs voor leerlingen met bijvoorbeeld het syndroom van Down. Burke nam deel aan de Kennedy Child Studies Center in New York van zijn vijfde tot kort voor zijn achtste levensjaar. Op dat moment waren er geen geschikte particuliere educatieve programma's voor leerlingen met een handicap in het gebied, dus in het najaar van 1973 werd Burke naar de Cushing School and Training Center in Hannover gestuurd. In 1978 werd Burke overgeplaatst naar de Don Guanella School in Springfield om dichter bij zijn broer JR te zijn, die in de buurt woonde. Burke studeerde af bij Don Guanella in 1986. Na zijn studie werkte hij als liftbediende en deed hij vrijwilligerswerk voor programma's voor studenten met een functiebeperking in New York City Public School 138.
Het eerste optreden van Burke was in een theatervoorstelling van De nieuwe kleren van de keizer. Deze rol inspireerde hem om deel te nemen aan een talentenjacht nadat hij was overgeplaatst naar Don Guanella. Na deze talentenjacht speelde hij in een heruitvoering van de videoclip van Thriller, een nummer van Michael Jackson.
Hij bleef zijn talent aanscherpen door avondcursussen bij te wonen, scripts te schrijven en boeken te lezen van en over zijn favoriete acteurs.
In 1991 schreef Burke mee aan zijn autobiografie genaamd A Special Kind of Hero (samen met Jo Beth McDaniel). Van 1994 tot 2005 was hij redacteur van News 'n Views en  UpBeat , tijdschriften geschreven door en voor mensen met het syndroom van Down. In 2009 droeg hij bij aan een campagne van een Syndroom van Down-genootschap door het schrijven van een verhaal ("Great Expectations").

## Acteerwerk
Burke kreeg zijn eerste professionele acteerwerk aangeboden in 1987 bij de American Broadcasting Company (televisiefilm Desperate). Leidinggevenden bij ABC waren onder de indruk van Burkes acteerprestaties in Desperate en maakten de serie Life Goes On met Burke in de belangrijkste rol. Deze revolutionaire rol zorgde ervoor dat veel mensen op een andere manier gingen kijken naar het syndroom van Down en ze kregen er een realistischer beeld van. Life Goes On bezorgde Burke grote erkenning. De serie liep van 1989 tot 1993.
Sinds Life Goes On speelde Burke in diverse films en televisieseries. Ook was hij te gast in verschillende talkshows. Hij was co-regisseur van een documentaire, White Water Friend, die ging over een rafttocht van Burke en zijn vriend Adam Madrid. Enkele van zijn optredens op televisie staan hieronder vermeld.
- Jonathan, the Boy Nobody Wanted, televisiefilm (1992)
- Heaven & Hell, televisiefilm (1994)
- Commish, televisieserie (1994)
- The Promised Land, televisieserie (1997)
- Touched by an Angel, televisieserie (1997)
- The Division, televisieserie (2002)
- ER, televisieserie (2002)

## Nominaties en prijzen
- Genomineerd voor de Golden Globe Award in 1990 voor beste acteur in een ondersteunende rol
- Genomineerd voor de Golden Apple Award in 1990
- Ten Outstanding Young Americans in 1991
- Geëerd door het National Rehabilitation Hospital in 1993
- Just One Break Award in 1995
- Hall of Honor in 1999